# Thouarella (Euthouarella) hilgendorfi
Thouarella (Euthouarella) hilgendorfi is een zachte koraalsoort uit de familie Primnoidae. De koraalsoort komt uit het geslacht Thouarella. Thouarella (Euthouarella) hilgendorfi werd in 1879 voor het eerst wetenschappelijk beschreven door Studer. 